# 2016年小丑目擊事件

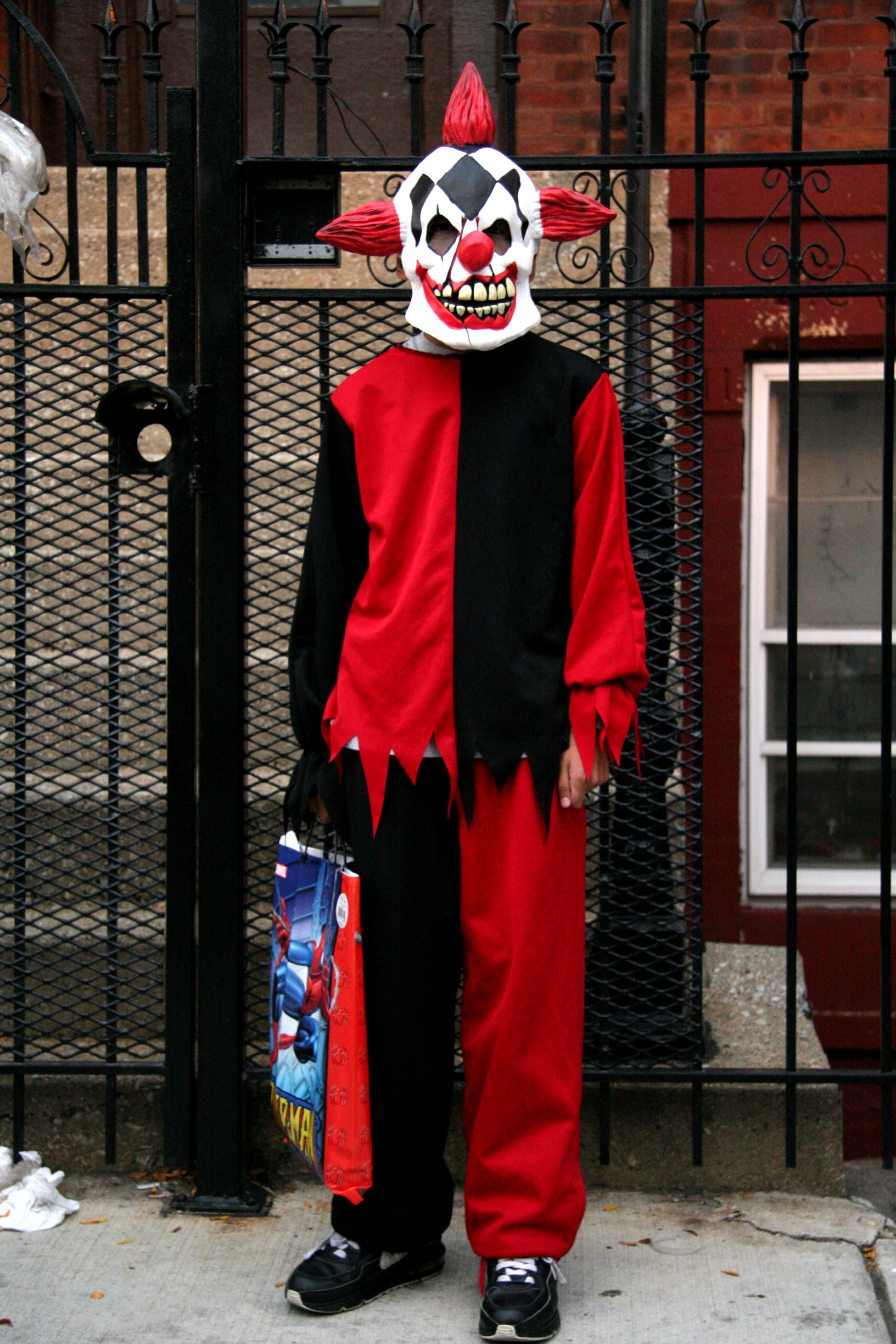
邪惡小丑的戲服

2016年小丑目擊事件（英語：2016 clown sightings）是指人們報稱有人在不協調的環境中（例如在森林和學校附近）偽裝成「邪惡的小丑」的一系列事件。這些事件最初在美國及加拿大受到報導，隨後於2016年8月，在其他國家和地區亦受到廣泛報導。目擊事件最初是在威斯康星州的綠灣受到報導的，結果發現是恐怖題材電影的行銷噱頭。這種現象後來蔓延到美國的許多其他城市。截至2016年10月中旬，美國幾乎所有州、加拿大13個省和地區中的9個省和地區以及其他18個國家都有關於小丑目擊及襲擊事件的報導。
在2016年發生一連串事件之前，實際上自2013年以來，世界各地早已發生了許多在奇怪或不協調的環境中打扮成小丑的人的目擊事件。這些前體目擊的影片和圖像的激增通過社交媒體病毒式般傳播開來。

## 概述

### 2016年前的小丑目擊事件
一個可能是前兆的事件是有人於2013年在英國北安普敦看到一個「令人感到毛骨悚然的小丑」。2013年9月至10月期間，北安普敦的小丑目擊事件被三位當地電影製作人亞歷克斯·鮑威爾（Alex Powell）、艾略特·辛普森（Elliot Simpson）和盧克·烏班斯基（Luke Ubanski）拍攝下來。小丑有着類似於著名作家斯蒂芬·金的作品中的角色跳舞小丑潘尼懷斯（Pennywise）的長相。這三人在Facebook上為這位所謂的「北安普頓小丑」建立了一個主頁，並且利用這個主頁吸引流量。
2014年3月, 來自意大利佩魯賈的馬特奧·莫羅尼（Matteo Moroni）是YouTube頻道的所有者，他開始裝扮成「邪惡的小丑」，嚇唬毫無防備的路人，他的影片獲得了數億的點擊量。2014年10月, 美國加利福尼亞州出現了一系列目擊事件，以“瓦斯科小丑”為核心，主要發生在加利福尼亞州瓦斯科地區，相關照片出現在社交媒體上。
2014年的紀錄片《殺手傳奇》（Killer Legends）中有一個片段名為《小丑爲什麼可怕》。電影製作人前往芝加哥，探查1991年和2008年橫掃芝加哥的小丑恐慌，將他們與約翰·韋恩·蓋西和《陌生人的危險》帶來的恐慌情緒聯繫起來。大約在2014年的這個時候，美國首次出現了一些的小丑目擊事件，包括早期在紐約州斯塔頓島的目擊事件。
2015年7月, 一個穿着小丑服裝的人在伊利諾伊州芝加哥的一個墓地被見到。這一事件涉及兩名居民，他們發現「令人感到毛骨悚然的小丑」在深夜攀登玫瑰山公墓的大門。小丑進入墓地後，他們轉過身來面對着居民，並且開始慢慢地揮手，居民同時錄製了一段影片。在持續揮手幾秒鐘之後，小丑跑進了一片黑暗的樹林裏，再也沒有人看到他。警方對目擊事件的調查沒有導致任何人被逮捕。

### 2016年間的小丑目擊事件
2016年開展後，對於小丑的恐慌最先出現於8月初的威斯康星州的綠灣。2016年8月1日，五張拍攝到令人感到毛骨悚然的小丑在市中心綠灣一座橋下的空置停車場漫遊的照片開始在網上瘋傳。不久之後, 便有人在Facebook上創建了一個頁面，聲稱這個小丑的名字是格瓦斯（Gags）。在接下來的幾天裏，這些照片最終在包括《福克斯新聞》和《今日美國》在內的衆多新聞媒體上受到討論。當威斯康星州的一位電影製作人宣稱這些照片是一部名為《插科打諢》（Gags）的短片的營銷噱頭時，這個角色與一部恐怖片有關的說法得到了證實。基於這部短片，有人製作了一部長片，並且於2018年首映，計畫於2019年9月廣泛上映。
在威斯康星事件發生之後，於2016年8月底，美國各地開始出現許多類似事件。2016年10月初，加拿大報告了進一步的事件，英國和澳大利亞也首次發生了此類事件。英國社區的反應被描述爲“嚇壞了”，並且對警察部門施加了壓力。
在此期間, 互聯網社交媒體網站出現了許多與該現象有關的帖子。世界小丑協會主席蘭迪·克裡斯滕森（Randy Christensen）採取了反對當時人們打扮成小丑來嚇唬人的趨勢的立場，原因是這些行為導致其業務受到影響。馬戲團和其他與小丑有關的業務亦受到影響。2016年10月, 麥當勞因這些事件而決定低調舉辦擁有小丑形象的麥當勞叔叔的相關活動。一位社會學家稱2016年是“成為職業小丑的糟糕時期”。殺手型小丑的熱潮與蘇格蘭格拉斯哥及其附近地區的小丑套裝銷量大幅增長有關。在萬聖節期間，一些佛羅里達人決定在作為萬聖夜習俗的搗蛋行為發生時武裝起來。

### 警告訊息
10月12日，由於出現對於小丑的恐慌，因此俄國駐倫敦大使館向俄國及英國公民發出警告訊息。
10月13日，斐濟警方警告民眾不要參與這些活動。

### 禁止穿着小丑服裝
幾家紐西蘭商店從貨架上撤下了小丑服裝。在美國, 東區聯合高中學區、西米爾福德學區、俄亥俄州學區和斯普林伯勒社區學校除了以前所實施的政策和限制措施之外，還發佈了關於全面禁止穿着任何形式的小丑服裝和小丑面具的公告。由於恐慌情緒持續發酵，因此鈦吉特公司（Target Corporation）從其網站上和商店內下架了小丑面具，加拿大輪胎公司（Canadian Tire Corporation）也是如此。新布倫瑞克省的梅拉姆庫克村要求居民在萬聖節當日不要打扮成小丑。主題公園的員工被要求在下班前卸除所有恐怖風格服裝和化妝品。

### 威脅進行「小丑式清洗」的相關事件及其後果
直到2016年10月25日，幾家新聞媒體報道了一場所謂的小丑發起的「清洗」或「攻擊」事件，這大概發生在2016年萬聖節前夕。雖然攻擊現象沒有像發出威脅者所稱的那麼廣泛，但是在2016年10月31日，佛羅里達州的一個家庭仍然遭到了大約二十人的襲擊，他們戴着小丑面具（以及模仿電影《國定殺戮日》角色風格的面具）。事件中 沒有任何人被逮捕。

### 狩獵小丑現象
賓夕法尼亞州立大學和密歇根州立大學的部份學生參與了由一些暴徒所發起在校園內尋找小丑的活動。郊遊營地裡流傳着關於小丑襲擊的謠言。

### 消退
2016年10月31日，被發表於《衛報》的一篇社論預測關於小丑的目擊事件會因公眾開始對此感到無聊而逐漸減少。2016年末, 這些事件的發生頻率已經降低了不少，但有專家推測數年後 這種恐慌情緒可能會捲土重來。2016年完結後，相關現象被認為大致上已經消失。造成這種恐慌的原因為何至今仍是不少專家的討論話題，有時會將這種恐慌與在2019年出現的新冠病毒所造成的恐慌相提並論。